# Withiel
Withiel är en ort och civil parish i Storbritannien.   Den ligger i grevskapet Cornwall och riksdelen England, i den södra delen av landet, 400 km väster om huvudstaden London. Withiel ligger 105 meter över havet och antalet invånare är 329.
Terrängen runt Withiel är lite kuperad, och sluttar norrut. Runt Withiel är det ganska tätbefolkat, med 104 invånare per kvadratkilometer. Närmaste större samhälle är St Austell, 12,9 km söder om Withiel. Trakten runt Withiel består i huvudsak av gräsmarker.